# فاطمة ملال
فاطمة ملال (1968، تنغير، المغرب) فنانة تشكيلية مغربية ولدت في إحدى القرى النائية في بولمان دادس في إقليم تنغير الواقعة جنوب شرق المغرب. تعتبر تجربة فريدة في عالم الفن التشكيلي العصامي بحيث انها لم تستفد من أي تعليم في صغرها.

## نبذة عنها
ولدت فَاطمة ملاَّل في مضايق دادس قرب مدينة بولمان دادس في إقليم تنغير الواقعة جنوب شرق المغرب عام 1968 من عائلة متوسطة عاشقة للفن والموسيقى.
نشأت فاطمة في ظل ابوين امنوا بطاقاتها الإبداعية بحيث انها تلقت دعما كبيرا منهم بالإضافة لخمس اخوة اخرين، آمنوا -بدورهم- بالقدرة الإبداعية لأختهم، فساعدوها بتوفير أدوات الاشتغال.
بدأت علاقة فاطمة بالفن بنسج الزربية (السجّاد) الأمازيغية التقليدية قبل ان تنتقل لفن اللوحة، وكانت البداية الفعلية لفاطمة سنة 2000، حيث تمكنت بفضل مجموعة من لوحاتها من ولوج عالم وتاريخ الفن من بابه الواسع، إذ أقامت ورشات ومعارض فنية في هولندا، إسبانيا، البحرين وسويسرا وفي الدار البيضاء والرباط وغيرهما